# Кимхэ-сичхон

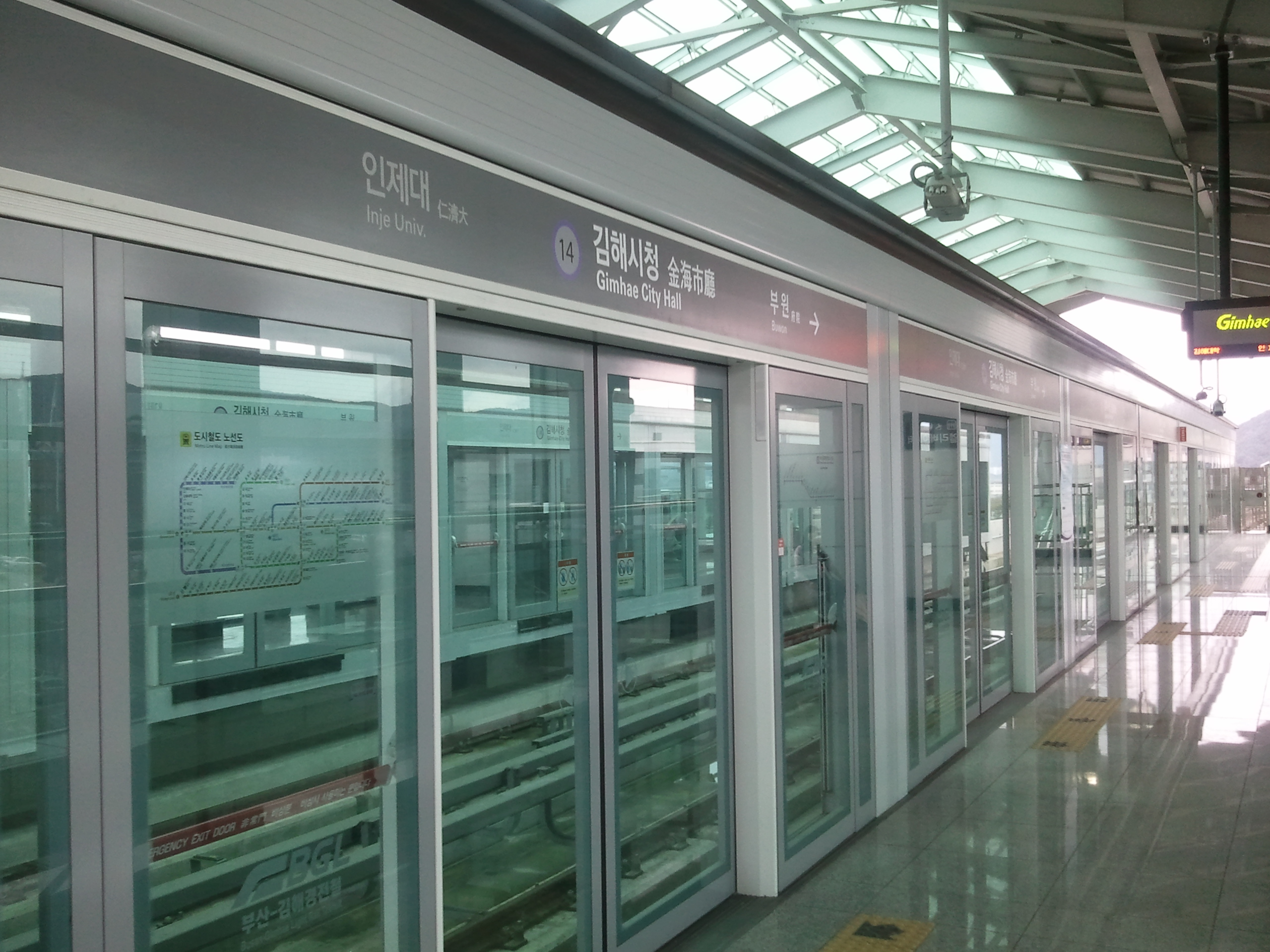
Платформа станции

«Кимхэ-сичхон» (кор. 김해시청 — мэрия Кимхэ) — эстакадная станция Пусанского метро на линии Пусан — Кимхэ. Она представлена двумя боковыми платформами. Станция обслуживается АО «Легкорельсовый транспорт Пусан — Кимхэ». Расположена в квартале Пувон-дон города Кимхэ провинции Кёнсан-Намдо (Республика Корея). На станции установлены платформенные раздвижные двери.
Станция была открыта 16 сентября 2011 года.
Как следует из названия, мэрия Кимхэ находится в непосредственной близости от станции.
Открытие станции было совмещено с открытием всей линии Пусан — Кимхэ, длиной 23,9 км, и еще 20 станций.